# Осташевский сельский совет (Зборовский район)
Осташевский сельский совет (укр. Осташівська сільська рада) — входит в состав
Зборовского района
Тернопольской области
Украины.
Административный центр сельского совета находится в 
с. Осташевцы.

## История
- 1939 — дата образования.

## Населённые пункты совета
- с. Осташевцы
- с. Даниловцы